# Moechohecyra verrucicollis
Moechohecyra verrucicollis är en skalbaggsart som först beskrevs av Charles Joseph Gahan 1894. Moechohecyra verrucicollis ingår i släktet Moechohecyra och familjen långhorningar.
Artens utbredningsområde är:
- Laos.
- Myanmar.
- Sri Lanka.

Inga underarter finns listade i Catalogue of Life.